# Friedrich Bürklein

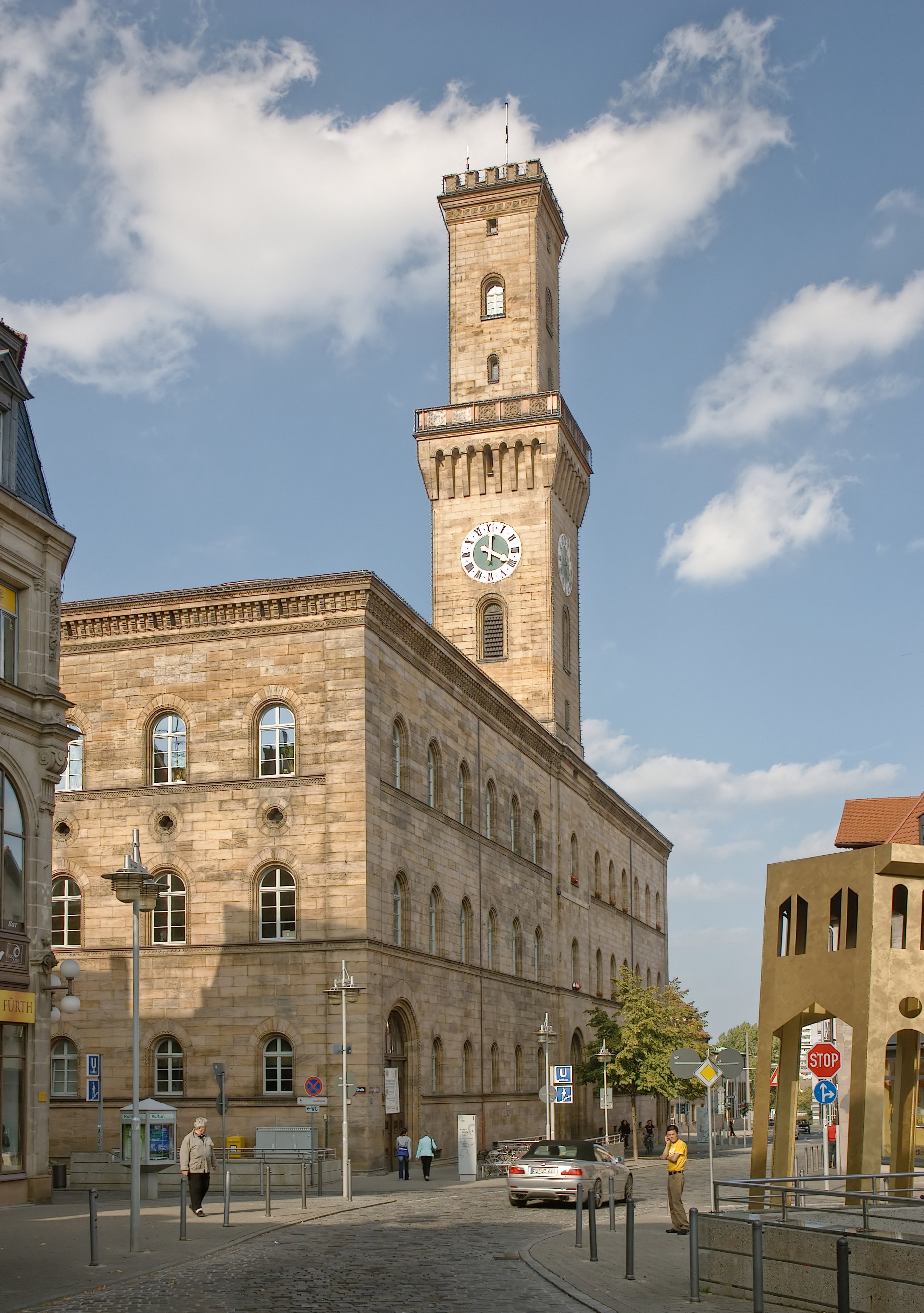
Ayuntamiento de Fürth (1840-1850)

Georg Friedrich Christian Bürklein (1 de marzo de 1813 - 4 de diciembre de 1872) fue un arquitecto alemán y un discípulo de Friedrich von Gärtner.

## Biografía
Nació en Burk, Franconia Central. Su primer trabajo importante fue la construcción del ayuntamiento en Fürth (1840-50) que estuvo influenciado por el Palazzo Vecchio en Florencia.
Bürklein creó también la Estación Central de Múnich (Munich Hauptbahnhof) (1847-1849) con su estructura de acero y las estaciones de Augsburgo, Bamberg, Ansbach, Neu-Ulm, Hof, Nördlingen, Rosenheim, Würzburg, Núremberg y Bad Kissingen.
Desde 1851 Bürklein fue el arquitecto jefe de la real Maximilianstraße en Múnich con todos sus edificios estatales, incluyendo el Maximilianeum. Su arquitectura neogótica estuvo influenciada por el estilo perpendicular y estuvo sometida a una fuerte controversia. Antes que hubiera terminado el Maximilianeum, Bürklein fue remplazado por Gottfried Semper. El sensible Bürklein murió mentalmente perturbado en un sanatorio de Werneck. Está enterrado en el Alter Südfriedhof en Múnich.

## Galería

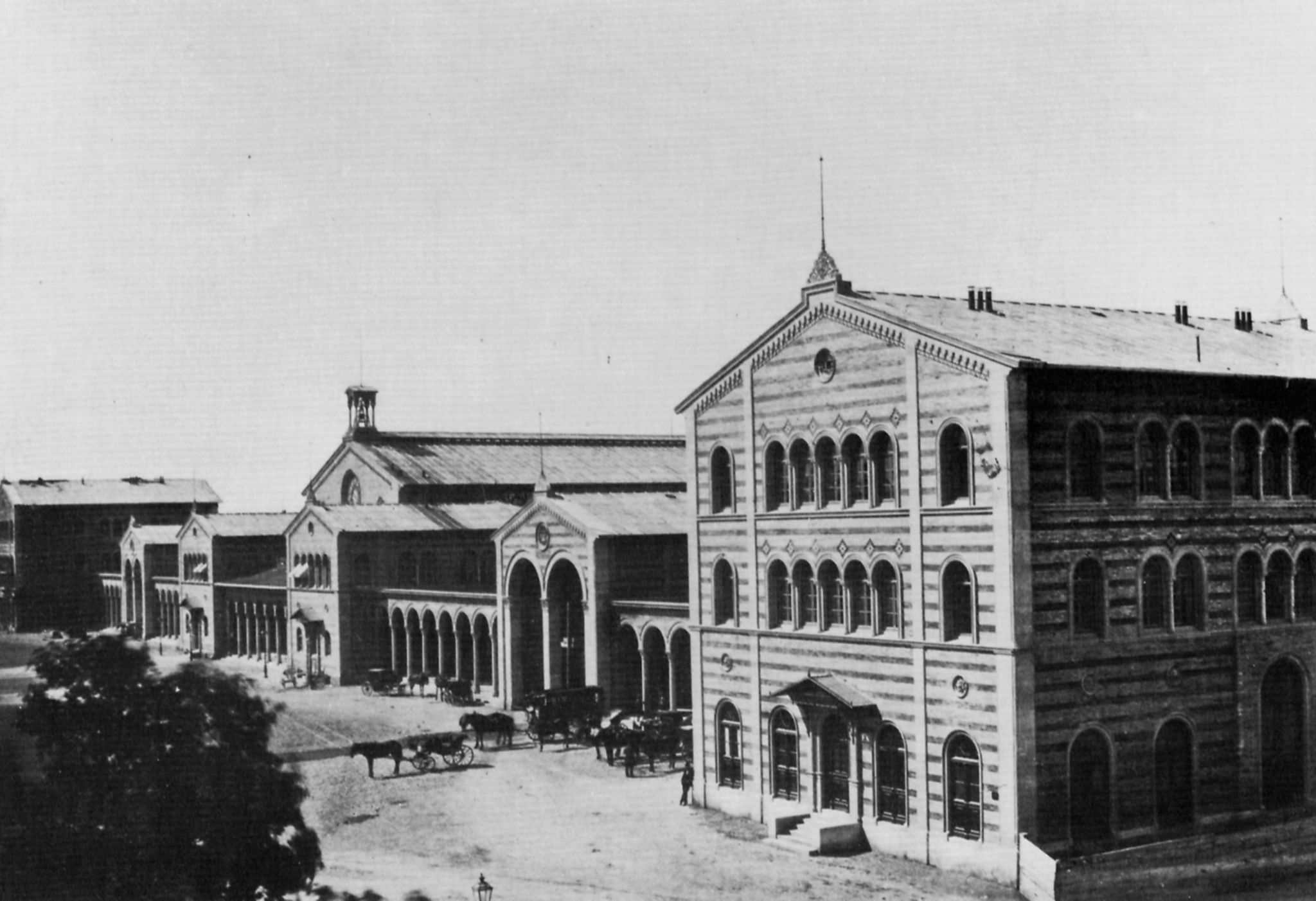
Fachada principal de la Estación Central de Múnich
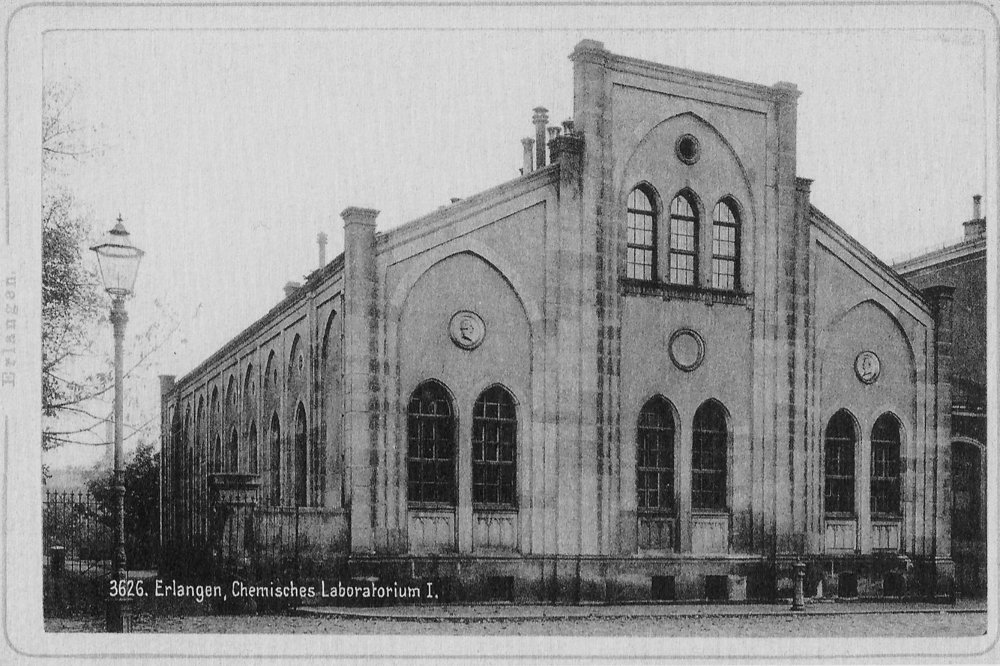
Laboratorios químicos en Erlangen (1895)
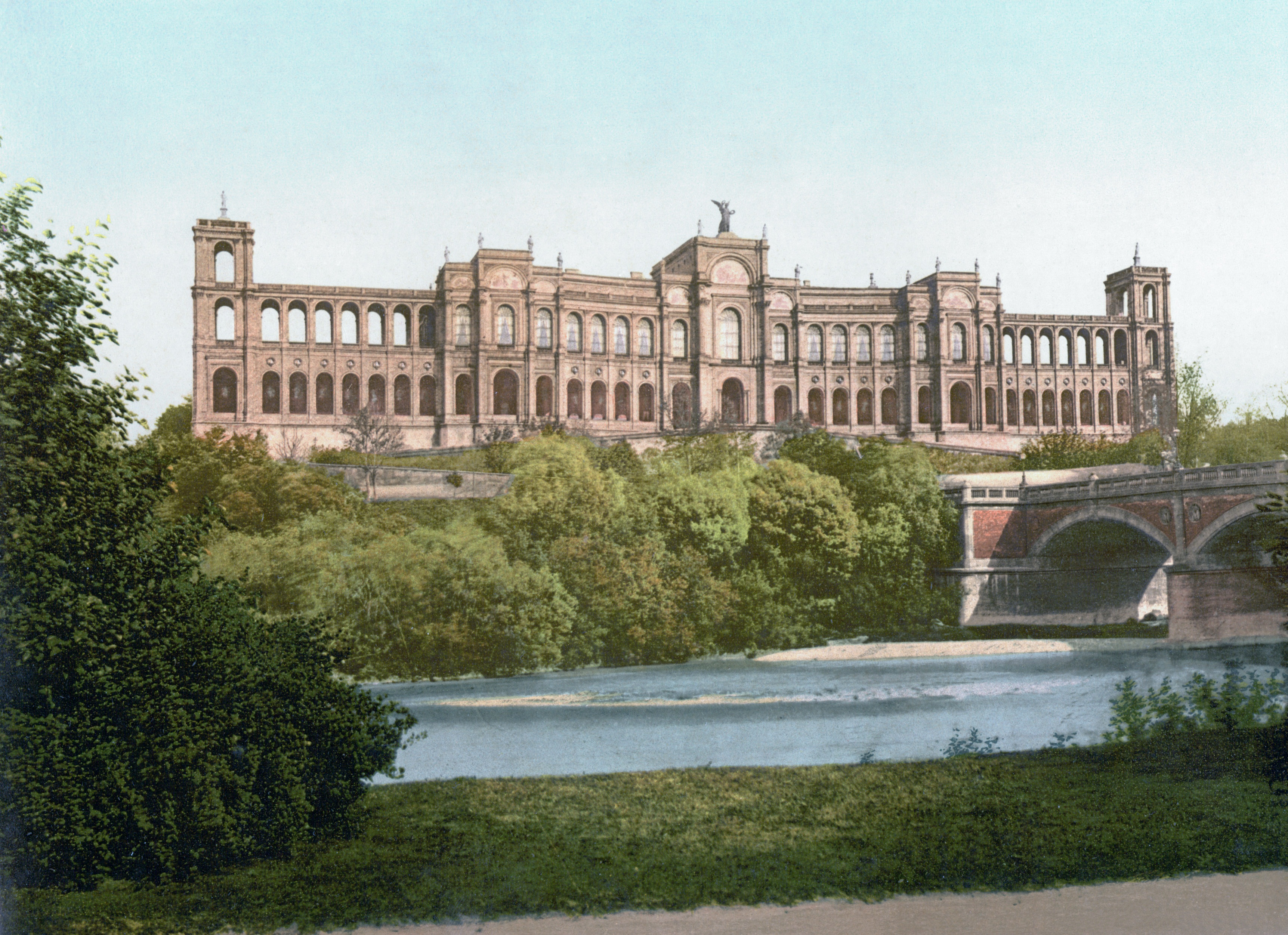
Maximilianeum (imagen histórica)